# Arrondissement di Briançon
L'arrondissement di Briançon è un arrondissement dipartimentale della Francia situato nel dipartimento delle Alte Alpi, nella regione della Provenza-Alpi-Costa Azzurra.

## Storia
Fu creato nel 1800, sulla base dei preesistenti distretti.

## Composizione
L'arrondissement è composto da 38 comuni raggruppati in 7 cantoni:
- cantone di Aiguilles
- cantone di Briançon-Nord
- cantone di Briançon-Sud
- cantone di Guillestre
- cantone di L'Argentière-la-Bessée
- cantone di La Grave
- cantone di Le Monêtier-les-Bains